# 纳娃·塞梅尔
纳娃·塞梅尔（英語：Nava Semel，希伯來語：‎，1954年9月15日—2017年12月2日），是一名以色列作家、编剧家、翻译家。她的短篇小说集《玻璃杯》是她的第一个作品。这本书专注于记录犹太人大屠杀的第二代幸存者。
1996年，她获得以色列文学总理奖。1994年，获得法国“地中海女性作家奖”。2006年，当选“特拉维夫女性年度人物”。